# 两耳鬼箭
两耳鬼箭（学名：Caragana jubata var. biaurita）为豆科锦鸡儿属下的一个变种。